# Acacia mayana
Acacia mayana é uma espécie de leguminosa do gênero Acacia, pertencente à família Fabaceae.